# Kiidjärve
Kiidjärve – wieś w Estonii, w prowincji Põlva, w gminie Vastse-Kuuste.
Znajduje się tu przystanek kolejowy Kiidjärve, położony na linii Tartu – Koidula.